# Славко Яневски
Славко Яневски (на македонска литературна норма: Славко Јаневски) е известен писател и киносценарист от Република Македония.

## Биография
Яневски е роден в Скопие, където завършва основно и професионално-техническо училище. От 1945 година е уредник на първия македонски вестник за деца „Пионер“, след това е главен уредник на списанието за деца „Титовче“, на списанията за литература и изкуство „Нов ден“ и „Современост“, на литературния вестник „Хоризонт“ и на хумористично-сатиричния „Остен“. Междувременно работи като уредник в издателските къщи „Кочо Рацин“, „Наша книга“ и „Македонска книга“.
Яневски е плодовит автор на романи, повести, разкази, стихове, книги за деца и пътеписна проза. Книгата му „Село зад седумте јасени“ (Село зад седемте ясена, 1952) е провъзгласена за първия роман, публикуван на македонски литературен език.
Яневски създава много киносценарии, включително на класически антибългарски филми като „Волча ноќ“ (1955), „Македонскиот дел од пеколот“ (1974) и „Јазол“ (1985). Филмът „Македонскиот дел од пеколот“ е създаден въз основа на книгата на Панде Ташкоски „Доследни на заветот“. „Јазол“ е адаптация на новелата на Яневски „Две Марии“; режисьор на филма е Кирил Ценевски. Яневски преработва класическата пиеса на Войдан Чернодрински за да създаде едноименния филм „Македонска кървава сватба“ (1967).
Славко Яневски е носител на много югославски награди, между които „АВНОЮ“ (1968), „11 октомври“, награда на Стружките вечери на поезията, Награда на град Скопие, „Рациново признание“ и „Мирослав Кърлежа“. Носител е на две златни арени за сценарий от филмовия фестивал в Пула за филмите „Волчја ноќ“ и „Македонскиот дел од пеколот“.
През 1947 година Славко Яневски, заедно с Блаже Конески, Ацо Шопов, Владо Малески и Коле Чашуле, е сред основателите на Дружеството на писателите на Македония. По-късно Яневски става и негов председател.
Член е на Македонския ПЕН център, както и на Македонската академия на науките и изкуствата от нейното основаване през 1967 година.
В юни месец 2013 година името на Яневски е посочено като сътрудник на тайните служби на тогавашна Югославия от комисията за лустрация в Северна Македония.

## Творчество
- Крвава низа (Кървав низ) (поезия, 1945)
- Пруга на младостта (Линия на младостта) (с Ацо Шопов, поезия, 1946)
- Пионери, пионерки, бубачки и шумски ѕверки (Пионери, пионерки, бръмбари и горски зверове) (поезия за деца, 1946)
- Распеани букви (Разпяти букви) (поезия за деца, 1946)
- Милиони маченици (Милиони мъченици) (поема за деца, 1948)
- Егејска барутна бајка (Егейска барутна байка) (поезия, 1949)
- Песни (1950)
- Улица (повест, 1950)
- Лирика (1951)
- Село зад седумте јасени (Село зад седемте ясени) (роман, 1952)
- Шеќерна приказна (Шекерена приказка) (приказка за деца, 1952)
- Кловнови и луѓе (Клоуни и люде) (разкази, 1956)
- Две Марии (роман, 1956)
- Леб и камен (Хляб и камък) (поезия, 1957)
- Месечар (роман, 1959)
- Сенката на Карамба Барамба (Сянката на Кармаба Барамба) (поезия за деца, 1959)
- Марсовци и глувци (Марсианци и мишки) (поезия за деца, 1959)
- Горчливи легенди (Горчиви легенди) (пътеписна проза, 1962)
- И бол и бес (И болка и бяс) (роман, 1964)
- Стебла (роман, нова версия на „Село зад седумте јасени“, 1965)
- Евангелие по Итар Пејо (Евангелие по Хитър Пейо) (поезия, 1966)
- Црни и жолти (Черни и жълти) (поезия за деца, 1967)
- Каинавелија (Каинавелия) (поезия, 1968)
- Тврдоглави (Твърдоглави) (роман, 1970)
- Омарнини (разкази, 1972)
- Ковчег (разкази, 1976)
- Оковано јаболко (Окована ябълка) (поезия, 1978)
- Астропеус (поезия, 1979)
- Змејови за игра (Змейове за игра) (поезия, 1983)
- Легионите на Свети Адонис, Кучешко распетие и Чекајќи чума (Легионите на Свети Адонис, Кучешко разпятие, Чакайки чума) (1984)
- Девет Керубинови векови (Девет Керубинови века) (роман, 1987)
- Глуви команди (Глухи команди) (поетичен подбор, 1988)
- Песји шуми (Кучешки гори) (поезия, 1988)
- Чудотворци (роман, 1988)[5]
- Рулет со седум бројки (Рулетка със седем числа) (роман, 1989)
- Скаменетиот Орфеј (Вкамененият Орфей) (поетичен подбор, 1990)
- Пупи Паф (проза в стихове за деца, 1991)
- Зад тајната врата (Зад тайната врата) (разкази, 1993)
- Континент Кукулино (проза, 1996)
- Пупи Паф во Шумшул град (Пуфи Паф в Шумшул град) (книга за деца, 1996)
- Пупи Паф гледа од вселената (Пуфи Паф гледа от вселената) (1996)
- Пупи Паф господар на соништата (Пуфи Паф госпорад на сънищата) (1996)
- Депонија (Сметища) (роман, 2000)[6][7][8][9][10]